# 인민동원군
인민동원군(PMF; 아랍어: قوات الحشد الشعبي, 로마자 표기: Quwwāt al-Ḥashd ash-Shaʿbī), 또는 인민동원부대(PMU)로 알려진 이 조직은 이란이 지원하는 이라크 내 준군사조직 연합체이다. PMF는 공식적으로는 이라크 군대의 일부로 법적 지위를 인정받았고, 이라크 총리에게 직접 보고하도록 되어 있지만, 실제로는 국가 통제를 벗어나 독자적으로 행동하며, 이란 최고지도자 아야톨라 알리 하메네이에게 충성을 바치고 있다.
PMF는 주로 시아파 무장 세력으로 이루어진 약 67개의 파벌로 구성되어 있으며, 이들 대부분은 이란의 지원을 받고 있으며, 공개적으로 하메네이에 대한 충성을 맹세하고 있다. PMF 참모총장 아부 파닥 알-모하마다위는 PMF가 하메네이의 명령을 따른다고 공개적으로 선언했다. PMF 의장인 팔리흐 알-파야드 역시 이란 혁명수비대(IRGC)와 협력하여 이란의 지침을 이라크 내에서 실행하고, 이란의 영향력을 강화하는 데 힘쓰고 있다.
PMF는 2014년에 결성되어 이라크 내전 기간 동안 거의 모든 주요 전투에서 이슬람 국가(ISIS)와 싸웠다. 2016년 12월, 이라크 의회는 PMF의 법적 지위를 규정하고, 모든 PMF 그룹을 포괄하는 공식 정부 기관인 "인민동원위원회"(PMC; 아랍어: هيئة الحشد الشعبي)를 설립하는 법률을 통과시켰다. PMF 내 주요 시아파 계열 파벌들은 대부분, 과거 이라크 반란 기간 동안 미국과 연합군에 맞서 싸우고, 수니파 무장단체 및 바트당 반군들과 종파 분쟁을 벌였던 "특수 그룹(Special Groups)"에서 그 기원을 찾을 수 있다. PMF 소속의 대표적인 친이란 조직으로는 바드르 조직, 아사이브 아흘 알하크, 카타이브 헤즈볼라, 카타이브 알이맘 알리, 사라야 코라사니 등이 있다. PMF는 2018년 초, 당시 총리였던 하이데르 알-아바디가 "대중 동원군 전투원의 지위를 조정하는 규정"을 발령하여 완전히 재편성한 이후, "새로운 이라크 공화국수비대"로 불리기도 했다.
PMF의 일부 파벌은 미국, 아랍에미리트, 일본 등을 비롯한 여러 국가로부터 테러 조직으로 지정되어 있으며, 종파 갈등 조장, 이라크 수니파 민간인에 대한 민족 청소와 강제 이주, 전쟁 범죄(납치, 강제 실종, 학살, 초법적 처형, 마을 파괴 등)를 저질렀다는 비판을 광범위하게 받고 있다. 특히 안바르, 살라흐 앗딘, 디얄라 지역에서 이러한 만행이 보고되었다.
PMF 내 친이란 세력들은 수니파를 대상으로 한 대량 학살 캠페인을 벌였다는 평가도 받다. 이라크 반정부 시위 기간 동안, 친이란 PMF 그룹들은 시위대와 활동가들을 살해하거나 부상시키는 데 책임이 있다는 비난을 받았다. 또한, 친이란 PMF 세력은 시스탄니 및 사드르 계열 PMF 세력과 충돌하여, 2022년에는 이들 간의 경쟁이 폭력 사태로 비화하기도 했다. 2020년 이후로는, 친이란 PMF 세력들이 "이라크 이슬람 저항군"이라는 이름으로 미군 및 그 동맹군에 대한 공격을 감행하고 있다.

## 명칭
공식적인 원어 명칭에 따르면, 아랍어 الشعبي (알샤비)는 '인민의', 혹은 '인기있는', '대중적인'이라는 뜻으로 해석되어 인민을 가리키는 경우가 대부분이다. 아랍어 الحشد (알하사드)는 "기동/동원"으로 해석되는데, 동원 과정으로 해석하기 보다는 이미 동원된 인력의 집단으로 해석하는 편이 좋다. 다른 문맥에서 알 하사드는 군중, 떼, 집합, 무리, 인파 등으로 해석되기 때문이다.

## 배경 및 형성
인민동원군은 6월 13일 알리 알시스타니의 성전 관련 파타를 통해 6월 15일 이라크 정부에 의해 창립되었다. 파타는 바그다드를 비롯한 이라크 도시를 지켜주고 ISIL에 맞서 반격에 참여할 것을 촉구했다. 이는 2014년 6월 10일 모술 함락에 뒤이어 나온 발언이었다. 부대는 이란으로부터 지원을 받는 시아파 무장단체들을 결집시키는 데 성공했다. 수니파 부족민들도 포함되어 있었다. 부대는 국가의 보안 체계 및 법적 틀, 내정부의 현실에 맞춰 이라크 정부의 안보 우산 속에 포함되어 있었다. 일련의 사건들로 몇몇 부대는 독자적인 노선을 취하며 독립적으로 작전을 시행했다. 몇몇 자료에 따르면 인민동원군은 전장에서 서로 다르게 행동하는 경우도 있었는데, 이들은 IS의 우월성을 게릴라 전술의 단계로 보거나 심리전으로 보았기 때문이었다.

## 구성 및 조직
인민동원군의 병력에 관한 공식적인 자료는 없지만, 차이가 있는 추정치들은 많이 발표되었다. 티그리트 주변의 군인은 약 20,000명의 전투 부대원이 있을 것으로 보며, 전체적인 추산은 20만 명에서 50만 명 정도로 추산한 자료가 있으며, 30만 명에서 45만 명으로 추산하는 자료도 있다. 후자는 수니파 대원 4만 명을 포함한다. 2015년 초기에 나온 수치는 1,000명에서 3,000명 정도가 수니파 대원이라 추산했다. 2015년 3월 초, 인민동원군은 야지디 마을인 신갈에서 그들의 거점을 확장해나가는 것처럼 보였다. 이들은 야지디 주민들을 징집하고 봉급을 주었다.
인민동원군은 의용군과 이미 존재하는 무장 단체로 이루어져 있으며 이들은 이라크 내정부 인민동원군 부서의 지휘하에 공식적인 통솔 기구 밑에서 뭉치게 되었다. 이러한 무장단체들 중에는 마흐디 민병대로 알려진 평화 연대를 비롯하여 카타이브 헤즈볼라, 카타이브 사이드 알슈하다, 알이맘 알리 여단, 아사이브 알 알하크, 그리고 바드르 조직 등이 있다. 무장단체들은 수니파 및 투르크멘 무장단체들을 위해 터키에서 온 군사 고문관의 훈련과 지원을 받고 있으며, 이란과 헤즈볼라의 지원도 받고 있다. 이란에서 온 지휘관 중에는 유명한 쿠드스군 사령관인 가셈 솔레이마니도 포함되어 있다. 인민동원군은 안바르 주에서 대령 주마 알주말리의 지휘를 받는 여단을 배치하기도 했다. 인민동원군은 독자적인 군 정보부와 행정 시스템, 사기를 고취시키고 선전방송과 전투 상황을 보고하는 언론 전투단, 그리고 법률 시행부도 있다고 전해진다.
이라크의 총리 하이다르 압바디는 2015년 4월 7일 인민동원군을 총리의 공식 직속 휘하부대로 두어야 한다고 지시했으며, 더욱 공식적인 지휘를 무장단체들에게 부여해야 한다고 명령했다. 이라크 정부 내에서 인민동원위원회의 위원장은 파리흐 파이다흐로 국가 안보 고문관이기도 했다. 인민동원군은 자말 자파르 모하메드, 또는 아부 마흐디 알무한디즈로 알려진 카타이브 헤즈볼라의 수장에게 전장 지휘를 맡기고 있다는 논란이 있었다. 그러나 사령관 직은 이전 지도자들이 순환하며 맡게 되어 있다.
 친사우디 기관지인 런던 소재의 아슈라크 알아우사트와 이라크 측의 자료에 따르면 서로 다른 무장단체들이 그들의 사령관 직에 의존하고 있으며 함께 싸우거나 이라크 육군의 명령을 따르지 않는다고 밝혔다.
아부 마흐디 알무한디즈 이외에도 인민동원군을 지휘하는 사람들은 아사이브 알 알하크의 사령관 콰이즈 알카자리, 바드르 조직의 수장 하이디 알아미리 등이 있다. 뉴욕 타임즈에 따르면, 이러한 조직의 자치는 이라크 총리 하이다르 압바디의 권위에 대한 도전이 존재할 수 있다고 본다.

### 수니파 대원
인민동원군의 초창기에는 시아파 부대가 거의 배타적인데다가 수니파들이 거의 무시당했는데, 이는 수니파가 1,000명에서 3,000명의 병력만 가지고 있었기 때문이다. 2016년 1월, 하이다르 압바디 총리는 40,000명의 수니파 대원을 인민동원군로 임명하는 것을 승인했다. 알모니터에 따르면 그의 행동은 이 부대가 다양한 종교를 가지고 있음을 보여주기 위해 결정된 것이었다. 그러나 수니파 대원들은 압바디의 결정 이전부터 이 부대에 자원했다. 수니파 대원을 인민동원군에 참여시키는 것은 미래의 국가 방위군의 핵심이 되는 단계를 설립한 것이라 볼 수 있다. 이코노미스트에 따르면 2016년 4월 말부터 하쉬드가 16,000명의 수니파 대원들을 보유한 거으로 보인다고 전했다. 수니파 아랍 부족들이 알하사드 알샤비에 참여한 것은 2015년 모집 때로 이 때 그들은 총리였던 누리 알말리키와 좋은 관계를 유지하고 있었다.

### 시아파 부대원
수니파 신문에 따르면 인민동원군에는 3개의 시아파 구성 부대가 있다. 첫번째는 시스타니의 파타에 따라 창설된 집단으로 정치적 뿌리나 야망은 가지고 있지 않다. 2번째 집단은 정당에 의해 창립되었거나 이러한 정당들의 군사 조직이었던 집단들이다. 나머지 집단은 이라크 전쟁 당시 미군과 전투를 벌였고, 수년 간 이라크에 있었던 부대로, 시리아 내전에도 참전한 부대이다. 시아파 인민동원군 장교에 따르면 종교 단체들과 시아파 종교 학자들이 모집에 적극적이었기 때문에 모집 작전이 성공적이었다고 밝혔다.

### 주요 편성
| 부대                       | 사령관                                                     | 주요 모체 집단/부족/민병대                                                |
| -------------------------- | ---------------------------------------------------------- | ------------------------------------------------------------------------- |
| 제1여단                    |                                                            | 바드르 조직, 리와 알이맘 무하마드 알자와드                                |
| 제2여단                    |                                                            | 알 이맘 알리 대대                                                         |
| 제3여단                    | Tashkil Asad Amerli                                        | 바드르 조직                                                               |
| 제4여단                    |                                                            | 바드르 조직                                                               |
| 제5여단                    | Abu Dergham al-Maturi (formerly)                           | 바드르 조직                                                               |
| 제6여단                    | Ahmad al-Asadi                                             | 준드 알 이맘 대대 (이라크 이슬람 운동)                                    |
| 제7여단                    | Dagher al-Mousawi                                          | 리와 알무타드하르                                                         |
| 제8여단                    | Abu Ahmed Khadhim al-Jabiri                                | 아슈라 여단 (ar)                                                          |
| 제9여단                    |                                                            | 리와 카르발라 및 바드르 조직                                              |
| 제10여단                   |                                                            | 바드르 조직                                                               |
| 제11여단                   | Ali al-Hamdani                                             | 알리 알아크바르 사단 (fr)                                                 |
| 제12여단                   | Akram al-Ka'abi                                            | 하라카트 헤즈볼라 알누자바                                                |
| 제13여단                   | Qasim Muslih                                               | 리와 알타투프                                                             |
| 제14여단                   | Abu Ala al-Walai                                           | 카타이브 사이이드 알슈하다                                                |
| 제15여단                   |                                                            | 쿠와트 알샤히드 알사드르(ar) (이슬람 다와당) 및 카타이브 파타 알무빈      |
| 제16여단                   |                                                            | 투르크멘 여단 및 바드르 조직                                              |
| 제17여단                   | Hassan al-Sari                                             | 사라야 알지하드                                                           |
| 제18여단                   | Ali al-Yasiri                                              | 사라야 알호라사니 (ar)                                                    |
| 제19여단                   | Abd al-Zahra al-Swei'adi                                   | Ansar Allah al-Awfiya' and Tashkil al-Hussein al-Tha'ir                   |
| 제20여단                   | Hashim Ahmad al-Tamimi                                     | Liwa al-Taff                                                              |
| 제21여단                   |                                                            | 바드르 조직                                                               |
| 제22여단                   | Abu Kawthar al-Muhammadawi                                 | Badr Organization                                                         |
| 제23여단                   |                                                            | 바드르 조직                                                               |
| 제24여단                   |                                                            | 바드르 조직                                                               |
| 제25여단                   | 쿠와트 알샤히드 알사드르(ar) (이슬람 다와당)               |                                                                           |
| 제26여단                   |                                                            | al-Abbas Combat Division                                                  |
| 제27여단                   |                                                            | 바드르 조직 and Quwat al-Shaheed al-Qa'id Abu Muntadhar al-Muhammadawi    |
| 제28여단                   | Jalal al-Din Ali al-Saghir                                 | Saraya Ansar al-'Aqeeda (ar)                                              |
| 제29여단                   | Ahmad al-Fariji                                            | Kata'ib Ansar al-Hujja                                                    |
| 제30여단                   |                                                            | 샤바크 민병대 및 바드르 조직                                              |
| 제31여단                   | Adnan al-Shahmani                                          | Kata'ib al-Tayyar al-Risali (ar) (Risaliyun/The Upholders of the Message) |
| 제33여단                   | Sami al-Masoudi                                            | Quwat Wa'ad Allah (Islamic Virtue Party)                                  |
| 제35여단                   |                                                            | Quwat al-Shaheed al-Sadr(ar) (Islamic Dawa Party)                         |
| 제36여단                   |                                                            | Lalish Regiment, Liwa al-Hussein, and Badr Organization                   |
| 제39여단                   |                                                            | Harakat al-Abdal (fr)                                                     |
| 제40여단                   | Shabal al-Zaidi                                            | 알 이맘 알리 대대                                                         |
| 제41여단                   |                                                            | 아사이브 알 알하크                                                        |
| 제42여단                   |                                                            | Quwat/Liwa [al-Shaheed] al-Qa'id Abu Mousa al-Amiri (Asa'ib Ahl al-Haq)   |
| 제43여단                   |                                                            | Saba' al-Dujail (Asa'ib Ahl al-Haq)                                       |
| 제44여단                   | Hamid al-Yasiri                                            | Liwa Ansar al-Marja'iyya (ar)                                             |
| 제45여단                   | Saraya al-Dafa al-Shaabi                                   | Kata'ib Hezbollah                                                         |
| 제46여단                   |                                                            | Saraya al-Difa' al-Sha'abi (Kata'ib Hezbollah)                            |
| 제47여단                   |                                                            | Saraya al-Difa' al-Sha'abi (Kata'ib Hezbollah)                            |
| 제50여단                   | Rayan al-Kaldani                                           | Babylon Brigade (Babylon Movement)                                        |
| 제51여단                   |                                                            | Salah al-Din Brigade (ar)                                                 |
| 제52여단                   | Mahdi Taqi al-Amerli                                       | Turkmen Brigades and Badr Organization                                    |
| 제53여단                   | Mukhtar al-Musawi                                          | Liwa al-Hussein and Badr Organization                                     |
| 제55여단                   | Tashkil Malik al-Ashtar.                                   | 바드르 조직                                                               |
| 제56여단                   | Hussein Ali Najm al-Juburi                                 | Liwa Hashd Shuhada' Kirkuk (Union of National Forces Party)               |
| 제66여단                   |                                                            | Saraya Ansar al-Aqeeda (ar)                                               |
| 제88여단                   | Sheikh Wanas al-Jabara                                     |                                                                           |
| 제90여단                   | Ahmad al-Juburi                                            | Fursan al-Jubur                                                           |
| 제91여단                   | Abd al-Raheem al-Shammary Abd al-Khaliq al-Mutlak al-Jarba | Nawader Shammar (샴마르 부족군)                                           |
| 제92여단                   | Abd al-Rahman al-Luwaizi                                   | 투르크멘 여단                                                             |
| 제99여단                   | Sa'ad Sawar                                                | Jaysh al-Mu'ammal                                                         |
| 제110여단                  |                                                            | 바드르 조직                                                               |
| 제201여단                  |                                                            | Ninawa Guards                                                             |
| 제313여단                  |                                                            | 평화 중대                                                                 |
| 제314여단                  |                                                            | 평화 중대                                                                 |
| 제14연대                   | Omar Fadhil al-Alaf                                        | 모술 원주민                                                               |
| 제38연대 ("이라크의 깃발") | Sheikh Faris al-Sab'awi † Sheikh al-Meqdad Faris           | 사브아윈족                                                                |
| 제39연대                   |                                                            | 주부르족 카이야라파                                                       |
| 제41연대                   | Muhammad Ahmad Abdullah al-Waka ("Abu al-Karar")           | 주부르족                                                                  |
| 제80연대                   |                                                            | 신자르 저항군                                                             |
|                            | Wathiq al-Firdousi                                         | Quwat al-Bairaq – Kata'ib al-Shahid al-Awwal                              |

## 같이 보기
- 이란의 이라크 내전 개입